# Jin Xing
Jin Xing (chinês:金星, coreano:김성, 13 de agosto de 1967) é uma dançarina, coreógrafa, militante, e atriz transexual. Ela foi a criadora da dança moderna chinesa. Em 1995, fez uma cirurgia de readequação genital.
Em 1996, fundadora da Companhia de Dança Moderna da Pequim (北京現代舞團).
É uma das 100 Mulheres da lista da BBC de 2017.